# Kwela (album Gwigwi's Band)
Kwela è un album in studio del gruppo musicale sudafricano Gwigwi's Band, pubblicato nel 1967. L'album è conosciuto anche con il titolo Mbaqanga Songs.

## Descrizione
Il disco fu registrato dalla Gwigwi's Band, un gruppo di jazzisti composto da Gwigwi Mrwebi e Dudu Pukwana al sax alto, Ronnie Beer al sax tenore, Coleridge Goode al contrabbasso, Laurie Allan alla batteria e Chris McGregor al pianoforte.
Fu pubblicato dalla 77 Records di Doug Dobell (al numero di catalogo '77 AFRO/101'). L'album fu registrato a Londra, al Trascription Centre di Dennis Duerden. Originariamente doveva intitolatsi Mbaqanga Songs, ma il titolo dovette sembrare troppo ostico per il pubblico britannico e si optò per Kwela, che richiamava l'omonimo genere musicale sudafricano (kwela in lingua xhosa significa 'dimenarsi').
A parte che per il londinese Allan e per il giamaicano Goode, il resto della band era composto da musicisti sudafricani, allontanatisi dal proprio paese per difficoltà legate alle condizioni imposte dal regime di apartheid. Mrwebi era giunto a Londra nel 1961, al seguito di un gruppo di musicisti in tournée per presentare al pubblico britannico l'opera jazz King Kong. Pukwana e McGregor (il primo di colore, il secondo bianco) avevano invece suonato insieme in Sudafrica, nel gruppo The Blue Notes, originario di Città del Capo. Band musicali interrazziali nel paese erano allora proibite e il gruppo dovette inizialmente spostarsi in Francia, poi in Svizzera (tra Zurigo e Ginevra), e infine, nel 1964, nel Regno Unito. Goode era invece giunto in Scozia nel 1934, dove si era trasferito a diciannove anni, con una borsa di studio per il Royal Technical College di Glasgow (città dove si sarebbe poi laureato in ingegneria). Negli anni quaranta aveva poi avuto modo di suonare con Django Reinhardt e Stéphane Grappelli. Il batterista Laurie Allan avrebbe poi, negli anni settanta, suonato con numerosi musicisti della scena progressive, come Robert Wyatt e Gong, mentre Pukwana collaborerà al disco Septober Energy dei Centipede di Keith Tippett.
La musica in Kwela raccoglie composizioni di Pukwana e Mrwebi, tutte ispirate a stili sudafricani di musica da ballo (kwela, mbaqanga, township).
Il disco è rimasto praticamente irrintracciabile fino a quando non è stato ristampato in LP e CD dalla Honest Jons Records nel 2006, quasi quarant'anni dopo la prima pubblicazione, con il titolo Mbaqanga Songs.

## Tracce
Tutti i brani sono di Dudu Pukwana, tranne dove indicato.
1. Good News – 2:39
2. Nyusamkhaya – 3:26
3. Lily Express – 2:39 (Gwigwi Mrwebi)
4. Rough Deal – 1:55 (Mrwebi)
5. Kwawakhele – 3:22
6. Mini Mthembo – 2:12
7. Hayini Bo – 2:09
8. Nick Thethe – 2:45
9. Mra – 3:12
10. Kweleentonga –2:49
11. Botyana – 2:34
12. Ndaqmbayo – 1:45 (Mrwebi)
13. Zangomva – 2:26 (Mrwebi)
14. Zobongo – 2:39
15. Keleketle – 2:23 (Mrwebi)
16. Ezindongeni – 3:53 (Mrwebi)

## Formazione
- Gwigwi Mrwebi - sax alto
- Dudu Pukwana - sax alto
- Ronnie Beer - sax tenore
- Coleridge Goode - contrabbasso
- Laurie Allan - batteria
- Chris McGregor - pianoforte